# (90861) 1996 JD
(90861) 1996 JD es un asteroide perteneciente al cinturón de asteroides, descubierto el 7 de mayo de 1996 por Paul G. Comba desde el Observatorio de Prescott, Arizona, Estados Unidos.

## Designación y nombre
Designado provisionalmente como 1996 JD.

## Características orbitales
1996 JD está situado a una distancia media del Sol de 2,289 ua, pudiendo alejarse hasta 2,464 ua y acercarse hasta 2,114 ua. Su excentricidad es 0,076 y la inclinación orbital 6,596 grados. Emplea 1264,82 días en completar una órbita alrededor del Sol.

## Características físicas
La magnitud absoluta de 1996 JD es 16,28.